# Малая Лундюга
Малая Лундюга — река в России, протекает в Вилегодском районе Архангельской области. Устье реки находится в 2 км по левому берегу реки Лундюга. Длина реки составляет 10 км. Основное направление течения — юго-запад. У реки довольно значительные падение и уклон.

## Данные водного реестра
По данным государственного водного реестра России относится к Двинско-Печорскому бассейновому округу, водохозяйственный участок реки — Вычегда от города Сыктывкар и до устья, речной подбассейн реки — Вычегда. Речной бассейн реки — Северная Двина.
Код объекта в государственном водном реестре — 03020200212103000024679.